# Les Ballets 1933
Les Ballets 1933 è stata una compagnia di balletti fondata da Boris Kochno e George Balanchine, che il coreografo utilizzò per creare nuove opere completamente sue, basate su musiche che nessuno aveva ancora realizzato. La compagnia durò per meno di quattro settimane nel 1933, si rivolse soprattutto a un pubblico ridotto e benestante a Parigi (il Théâtre des Champs-Élysées) ed a Londra (Savoy Theatre), ma nonostante le sue dimensioni, uscì con opere che Balanchine in seguito usò per insegnare alla sua School of American Ballet e nei programmi delle sue successive compagnie. Fuori da un teatro per Les Ballets Balanchine incontrò per la prima volta Lincoln Kirstein.

## Storia
Kochno e Balanchine uscirono direttamente dall'Original Ballet Russe, di proprietà di René Blum e del colonnello W. de Basil, per il quale Kochno era stato il librettista e Balanchine il coreografo, prima che de Basil li liquidasse entrambi. Tamara Toumanova, ballerina e grande ammiratrice di Balanchine, seguì i collaboratori del Ballet Russe e rimase una norevole fonte d'ispirazione per il coreografo. All'inizio, timorosi di non trovare finanziamenti, Kochno e Balanchine si appoggiarono al contributo di alcuni amici, tra cui Coco Chanel e Cole Porter. Rapidamente, tuttavia, si ritrovarono nelle mani del giovane e affabile Edward James, marito di Tilly Losch, una ballerina austriaca, formatasi al Balletto dell'Opera di Vienna, che si specializzò in ruoli esotici e di carattere. Quando James divenne capo patrocinatore (senza i suoi soldi il balletto non sarebbe stato in grado di andare avanti per la sua stagione), Losch divenne ballerina principale ed era la "sua" compagnia di balletto. James, che non era molto considerato dalla Losch, sperava di poter ottenere il suo amore garantendo quella relazione diretta.
Quando Les Ballets aprì si trovò in mezzo a recensioni contrastanti. Alcuni pensavano che la compagnia fosse giovane, per via di Balanchine; altri la ritenevano stravagante. Persino Kirstein era scettico, tanto che decise che Balanchine "non era Fokine". Nel complesso, la maggior parte delle recensioni furono negative e il balletto concluse la stagione senza utili. Le tensioni tra gli artisti si intensificarono e la compagnia dovette chiudere. Tuttavia la fine dei Les Ballets portò all'inizio dell'American Ballet, quando Kirstein incontrò Balanchine e portò il coreografo negli Stati Uniti.

## Artisti e lavori importanti
Tra i ballerini di Les Ballets c'erano Tamara Toumanova, Diana Gould, Pearl Argyle, Prudence Hyman, Elizabeth Schooling e Betty Cuff. La cantante di successo era Lotte Lenya. I compositori andavano da Kurt Weill a Tchaikovsky e le scene erano notevoli, con i costumi di Barbara Karinska. Kochno costruì elaborate sceneggiature per i balletti. Un critico descrisse la grandezza dell'arte presente in un abito verde che la Losch indossava nel balletto, come se possedesse una "bellezza atmosferica".
Les Ballets produsse sei nuovi balletti, ciascuno con musiche di un compositore diverso:
- L'Errante (Franz Schubert) - luci di Pavel Čeliščev; la Losch si esibì come prima ballerina[8]
- Fastes (Henri Sauguet) - con la Toumanova
- Mozartiana (Pyotr Ilyich Tchaikovsky) - Con la Toumanova; il più duraturo dei balletti della compagnia; nel 1956 lo ripresentò la compagnia Danilova[2]
- Les sept péchés capitaux ("I sette peccati capitali") (Kurt Weill) - libretto di Bertolt Brecht (ultima collaborazione tra Weill e Brecht); la Losch si esibì come prima ballerina[8] e cantò Lotte Lenya
- Les songes (Darius Milhaud) - Con la Toumanova
- Les valses de Beethoven (Ludwig van Beethoven)

Tutti i balletti debuttarono ai primi di giugno del 1933 al Théâtre des Champs-Élysées di Parigi e alla fine di giugno al Savoy Theatre di Londra.